# Mk60キャプター機雷

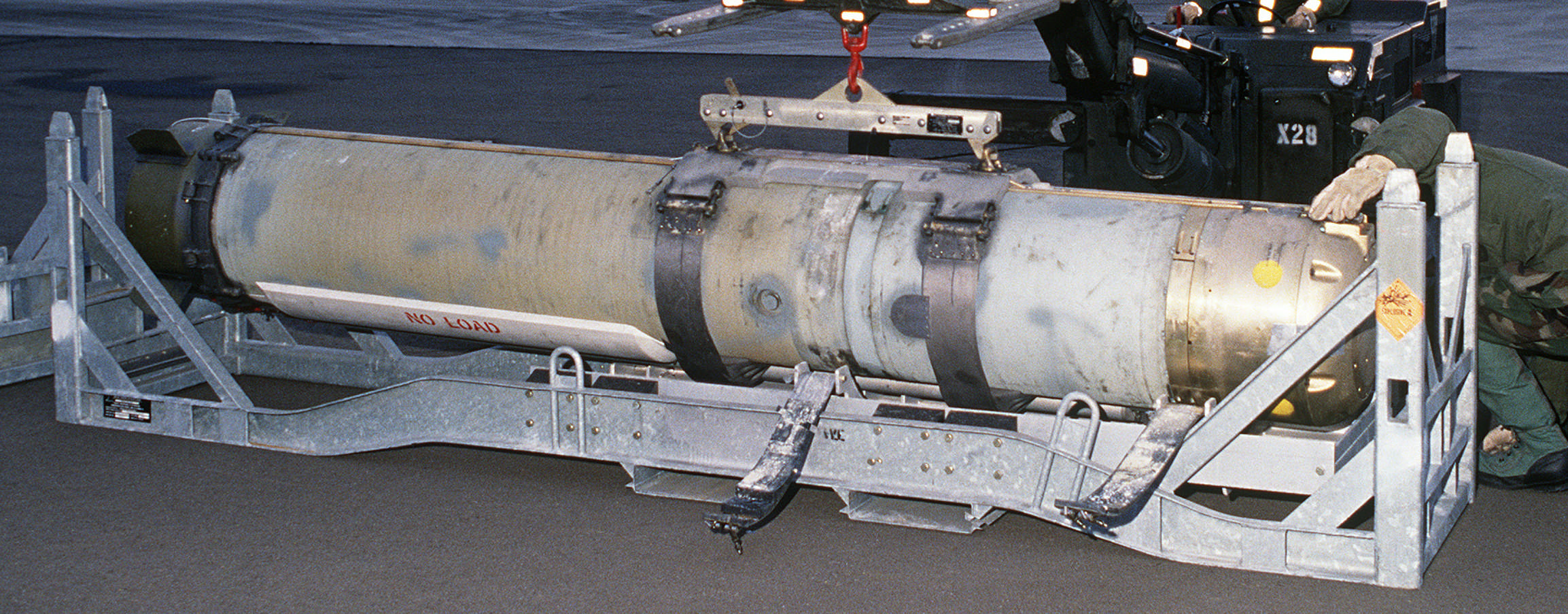

Mk60キャプター機雷はアメリカ海軍が装備している魚雷射出型機雷。CAPTORの名称はEncapsulated Torpedo（魚雷収納カプセル）から採られている。
対潜水艦用深々度機雷として開発が行われ1979年に制式化、アライアント・テックシステムズにより製造が行われている。
航空機・水上艦・潜水艦により敷設され、敷設後は短係維機雷となる。缶体に当たる部分はMk.46 Mod4短魚雷が発射管に収められており、目標の捜索はパッシブ・ソナーにて行われ、発射諸元はアクティブ捜索により調整される。発射後の魚雷は通常のMk46短魚雷として行動する。
この機雷は海軍武器研究所機雷局により開発されたが、現在は海軍水上戦センターダールグレン局沿岸系部門に移管している。これは沿岸水域での運用性を持たせるためで沿岸機雷（LSM）計画の1つに数えられている。
要目（魚雷の性能についてはMk46 (魚雷)を参照）
- 全長

航空機・水上艦敷設型…145インチ（368センチメートル）
潜水艦敷設型…132インチ（335センチメートル）
- 直径

21インチ（53センチメートル）
- 重量

航空機・水上艦敷設型…2370ポンド（1077キログラム）
潜水艦敷設型…2056ポンド（935キログラム）
- 射程

8,000ヤード(7,315.2メートル)
- 敷設深度

1,200フィート（365.76メートル）〜3000フィート（914メートル、公表値）

## 参考資料
“MK 60 Encapsulated Torpedo (CAPTOR)”. FAS. 2013年5月10日閲覧。